# نيريز
نيريز (بالفارسية: نی‌ریز) هي منطقة سكنية تقع في إيران في البلدة المركزية. يقدر عدد سكانها بـ 45,180 نسمة .

## أعلام
- أبو العباس النيريزي